# 北韓離脫住民定著支援事務所
北韓離脫住民定着支援事務所（韩语：／ Bukhan italjumin jeongchakjiwon-samuso），又稱統一院（／ Hanawon），是大韓民國主要的脫北者再教育機構，1999年8月建於京畿道安城市，隶属于统一部。據芭芭拉·德米克《我們最幸福：北韓人民的真實生活》一書記載，統一院兼有培訓學校和中途客棧性質，旨在通過三個月的全方位培訓，使脫北者適應韓國生活，並融入韓國社會。然而許多脫北者離院後仍然不能獨立適應充滿競爭的韓國社會，因此仍需自由北韓、新祖為等非政府組織的援助。